# Kajakentskij rajon
Il Kajakentskij rajon (in russo Каякентский район?) è un distretto municipale del Daghestan, situato nel Caucaso.